# Colin Campbell (1883)
OBS! Blanda ej ihop med: Colin Campbell (regissör). 
Colin Campbell, född 20 mars 1883 i Falkirk, Skottland, död 25 mars 1966 i Woodland Hills, Kalifornien, var en brittisk-amerikansk skådespelare.
Filmdebuterade 1915 i en av de slapstickkomedier som gjordes med Marie Dressler som "Tillie" efter framgången med Charlie Chaplin-filmen Chaplins dollarbrud (Tillie's Punctured Romance, 1914). Ofta anlitad i mindre roller, många okrediterade, gjorde Campbell över 80 framträdanden på film, och senare tv. Även som röstskådespelare för Disney. 

## Filmografi roller i urval
- 1915 – Tillie's Tomato Surprise
- 1920 – Rena rama sanningen
- 1931 – En kärleksnatt i tropikerna
- 1933 – Alice i underlandet
- 1935 – Mörkrets ängel
- 1935 – En förtjusande pojke
- 1940 – Dimmornas bro
- 1940 – I Friscos hamnkvarter
- 1942 – Mrs. Miniver
- 1946 – Grevinnan av Monte Christo
- 1949 – Det susar i säven & Ichabods äventyr
- 1954 – Sabrina
- 1955 – Gasen i botten
- 1960 – En försvunnen värld
- 1964 – Mary Poppins
- 1964 – My Fair Lady